# Diga di Wettingen
La diga di Wettingen è una diga a gravità situata in Svizzera, nel canton Argovia, sulla Limmat.

## Descrizione
Inaugurata nel 1933, ha un'altezza di 29 metri e il coronamento è lungo 133 metri. Il volume della diga è di 32.000 metri cubi. Dal 2003 al 2008 l'impianto è stato recentemente rinnovato.
Il lago creato dallo sbarramento, lo Stausee Wettingen, ha un volume massimo di 3,35 milioni di metri cubi, una lunghezza di 7 km e un'altitudine massima di 380 m s.l.m. Lo sfioratore ha una capacità di 1350 metri cubi al secondo.
Le acque del lago vengono sfruttate dall'azienda Elektrizitätswerk der Stadt Zürich.
Sulla diga c'è una centrale idroelettrica gestita dal quest'ultima azienda.